# 罗伯特·德斯特
罗伯特·艾伦·德斯特（英語：Robert Alan Durst；1943年4月12日—2022年1月10日），美国籍地产商继承人，纽约大地产商西摩·德斯特（Robert Alan Durst）的儿子以及商业开发商道格拉斯·德斯特（Douglas Durst）的兄弟。在1980年代，他的第一任妻子卡茜·德斯特（Kathleen McCormack Durst）失踪时，便开始引起了媒体的注意。之后，在21世纪初，他又成为了一场跨州追捕和谋杀案的主角。
在2015年3月14日，由于被指控一级谋杀，德斯特在路易斯安那州的新奥尔良再次被捕。2021年9月17日，他谋杀多年好友的記者苏珊·伯曼（Susan Berman）之罪名在加州成立
。被关押在新奥尔良郊外一所监狱中的德斯特同时面临一项联邦武器指控，然而他聲称他是无罪的。
德斯特的生平被改編為電影《美麗破綻》（All Good Things），於2010年上映。上映後德斯特致電導演安德魯·傑里克表達欽佩，並接受該導演共20小時的訪談。安德魯·傑里克之後製作一部紀錄片《纽约灾星》（The Jinx: The Life and Deaths of Robert Durst），片中包括了訪談內容，在2015年3月於HBO播映。
2021年9月17日，德斯特被陪審團判決有罪（第一級謀殺罪）。2021年10月14日，洛杉磯郡最高法院（Los Angeles County Superior Court）法官判處他無期徒刑，終身不得假釋。
2022年1月10日，德斯特去世，享壽79岁。去世前，他正在等待一项新的指控之审判，罪名是谋杀他的妻子。